# 有馬幸恵
有馬 幸恵（ありま ゆきえ、1980年10月13日 - ）は、元NHK北九州放送局の契約キャスター。福岡県北九州市八幡西区出身。

## 来歴
契約キャスターになる前までは、鹿児島放送 (KKB) で放送される鹿児島市の広報番組にリポーターとして出演していた。
その後、NHK北九州の契約キャスターに採用。2006年に入局し、主に夕方のニュース番組を担当した。

## 担当番組
- ふれあい鹿児島（鹿児島放送）[3]
- かごしま元気BOX（鹿児島放送）[4]
- ニュースシャトル北九州（NHK北九州）[2]
- こんばんは北九州（NHK北九州）[5]
- リバスタ音楽館（NHK北九州）[5]
- きたきゅうたまご（NHK北九州）[5]